# Gélose viande levure
Une gélose viande-levure est un milieu de culture utilisé pour l'isolement des bactéries anaérobies stricts, la recherche du type respiratoire ; c'est un milieu très réducteur, très nutritif.
Composition :
- Peptone trypsique : 10 g/L
- NaCl	: 5 g/L
- Extrait de viande : 2 g/L
- Extrait de levure : 5 g/L
- Chlorhydrate de cystéine : 0,3 g/L.  Rend le milieu très réducteur
- Glucose : 2 g/L
- Agar : 15 ‰

## Principe
Le milieu VL est conditionné en un tube profond et étroit. Il se crée un gradient de concentration en oxygène ; sa plus forte concentration se trouve près de la surface et devient quasiment nulle dans le fond du tube. Le mode de respiration de la bactérie déterminera l’endroit où elle poussera le mieux dans la gélose.

## Utilisation
Ce type de milieu se conditionne en grand tube avec des bouchons à viser. Il faut obtenir le moins d’air possible sur le dessus du tube (remplir de gélose jusqu’au-dessus). L’ensemencement se fait lorsque la gélose est encore molle, mais pas trop chaude pour ne pas tuer les bactéries (température de 43 °C environ).
La lecture se fait suivant l’endroit où la bactérie s'est développée. 
- Si elle croit uniquement sur le haut du tube, la bactérie recherche l’air, elle est aérobie.
- Si elle croit uniformément dans toute la gélose, la bactérie est aéro-anaérobie.
- Si la bactérie ne croit que dans le bas du tube, celle-ci est anaérobie.